# Referenzarchitekturmodell Industrie 4.0
Das Referenzarchitekturmodell Industrie 4.0, kurz RAMI 4.0, stellt als dreidimensionales Schichtenmodell eine grundlegende Architektur für Industrie 4.0 unter Verwendung eines ausgeklügelten Koordinatensystems dar. Das Referenzarchitekturmodell RAMI 4.0 wurde als DIN SPEC 91345 der Standardisierung zugeführt.
RAMI 4.0 ermöglicht neben der Architektur technischer Gegenstände (Assets) in Form von Schichten (Layers) deren Beschreibung, Lebenslauf und Zuordnung zu technischen beziehungsweise organisatorischen Hierarchien.
Das Konzept von Industrie 4.0 ist die Schaffung von Regeln zur datentechnischen Beschreibung entlang des Lebenslaufs und des damit verbundenen Werteverlaufs eines technischen Gegenstands in Form des Referenzarchitekturmodells Industrie 4.0 (RAMI4.0). Es dient der Darstellung dieses technischen Gegenstands mit all seinen relevanten Aspekten von seiner Erzeugung über seine Fertigung und Nutzung bis zu seiner Entsorgung. Den Zugriff auf seine datentechnische Beschreibung ermöglicht die ihn virtuell repräsentierende Industrie 4.0-Komponente.
Das Koordinatensystem des kubischen Schichtenmodells besteht aus drei Achsen, die den dreidimensionalen Raum symbolisieren und auf denen die Hierarchie-Stufen einer über das Internet vernetzten Fertigungsanlage, der Lebenszyklus von Anlagen und Produkten sowie die IT-Repräsentanz einer Industrie-4.0-Komponente beschrieben werden. Als Vorlage hierfür fungierte das bereits etablierte Smart Grid Architecture Model (SGAM), das die Energie-Erzeugung und -verteilung in den Mittelpunkt stellt.
Mit RAMI 4.0 wurde ein branchenübergreifendes Modell geschaffen, das als Diskussionsgrundlage dient und ein gemeinsames Verständnis für Standards, Normen und praktische Fallstudien schafft.